# 亨廷頓銀行

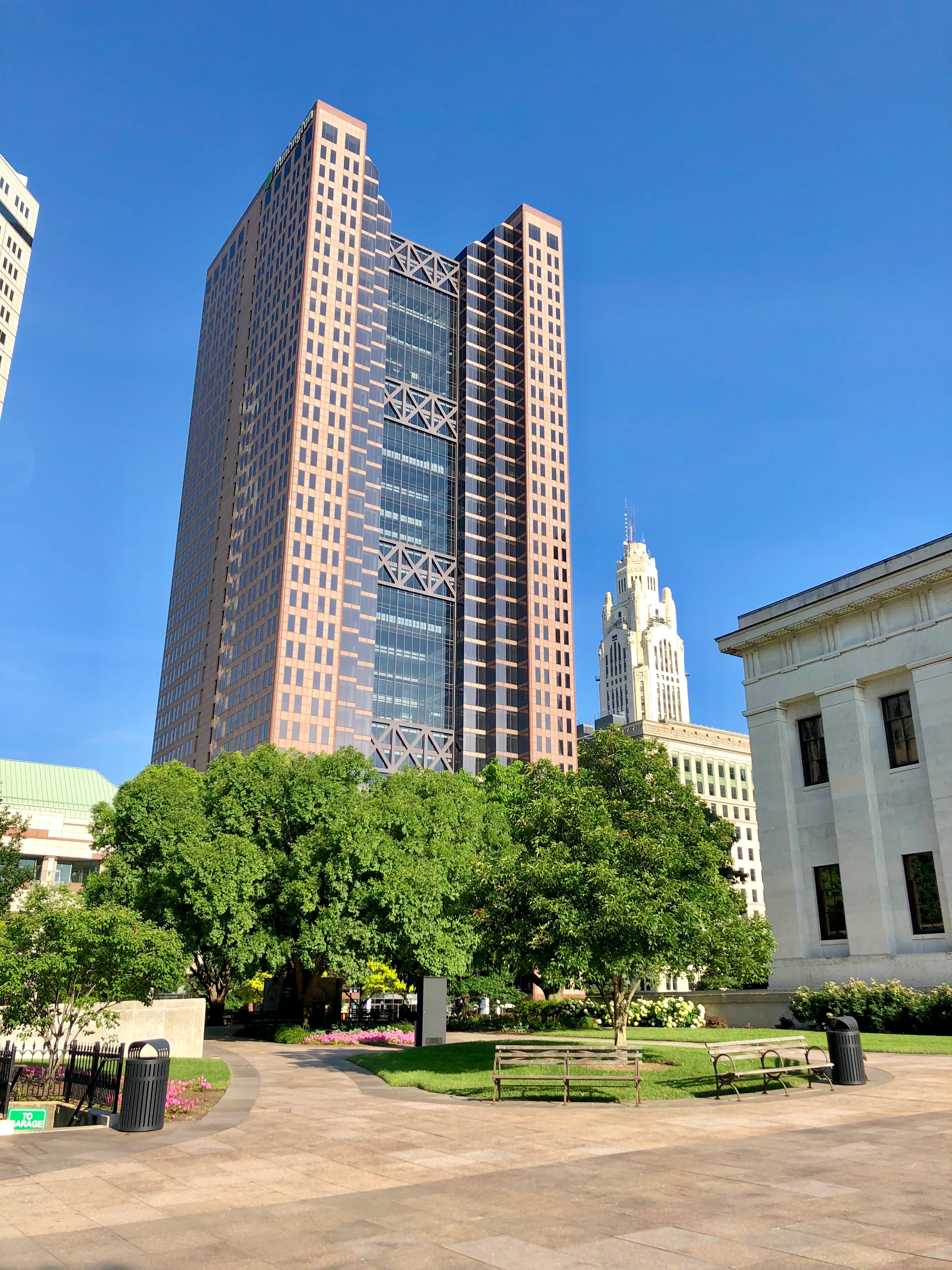

亨廷頓銀行（英語：Huntington Bancshares Incorporated）是美國的一家銀行控股公司，該公司在富時500強排行榜中排名第521位，並且是美國第26大銀行。總部位於俄亥俄州哥倫布。